# Рентабельність позаобігових активів
Рентабельність необоротних активів (Return on fixed assets) демонструє здатність підприємства забезпечувати достатній обсяг річного прибутку по відношенню до середньорічної вартості основних засобів компанії. Чим вище значення даного коефіцієнта, тим ефективніше використовуються основні кошти.
Розраховується за формулою: RFA = Чистий прибуток / Необігові активи
Для розрахунку за місяць, квартал або півріччя сума прибутку множиться відповідно на 12, 4 або 2. При цьому використовується середня за розрахунковий період величина необігових активів.
Згідно з міжнародними стандартами бізнес-планування застосовується як один з фінансових показників ефективності бізнес-планів